# ماركوس توليو
ماركوس توليو هو لاعب كرة قدم برازيلي في مركز الوسط، ولد في 30 أبريل 1992 في Aruanã ‏ في البرازيل. لعب مع نادي أونياو دا ماديرا.

## وصلات خارجية
- ماركوس توليو على موقع قاعدة بيانات كرة القدم.إي يو (الإنجليزية)
- ماركوس توليو على موقع Soccerway.com (الإنجليزية)